# Мюльферштедт
Мюльферштедт (нем. Mülverstedt) — община в Германии, в земле Тюрингия. 
Входит в состав района Унструт-Хайних. Подчиняется управлению Унструт-Хайних.  Население составляет 717 человек (на 31 декабря 2010 года). Занимает площадь 23,18 км².